# Isländischer Fußballpokal der Männer 1963
Der isländische Fußballpokal 1963 war die vierte Austragung des isländischen Pokalwettbewerbs der Männer. Pokalsieger wurde Titelverteidiger KR Reykjavík. Das Team setzte sich im Finale am 6. Oktober 1963 im Melavöllur von Reykjavík gegen ÍA Akranes durch.

## Modus
Die Begegnungen wurden in einem Spiel ausgetragen. Bei unentschiedenem Ausgang wurde das Spiel wiederholt.

## 1. Runde
Acht Mannschaften nahmen teil, davon fünf Reserveteams.
| Datum      |                     | Ergebnis |                      |
| ---------- | ------------------- | -------- | -------------------- |
| 10.08.1963 | ÍA Akranes B        | 2:0      | Valur Reykjavík B    |
| 11.08.1963 | ÍB Ísafjörður       | 2:1      | Breiðablik Kópavogur |
| 13.08.1963 | Víkingur Reykjavík  | 1:0      | ÍB Keflavík B        |
| 14.08.1963 | þróttur Reykjavík B | 9:2      | KR Reykjavík B       |

## 2. Runde
Teilnehmer. Die vier Sieger der 1. Runde und vier Teams aus der 2. deild karla.
| Datum      |                    | Ergebnis |                     |
| ---------- | ------------------ | -------- | ------------------- |
| 11.08.1963 | ÍB Hafnarfjörður   | 2:2      | Fram Reykjavík B    |
| 17.08.1963 | ÍBV Vestmannaeyja  | 5:1      | þróttur Reykjavík   |
| 24.08.1963 | ÍA Akranes B       | 5:0      | ÍB Ísafjörður       |
| 11.09.1963 | Víkingur Reykjavík | 2:1      | þróttur Reykjavík B |

### Wiederholungsspiel
| Datum      |                  | Ergebnis |                  |
| ---------- | ---------------- | -------- | ---------------- |
| 04.09.1963 | ÍB Hafnarfjörður | 4:1      | Fram Reykjavík B |

## 3. Runde
| Datum      |                  | Ergebnis |                    |
| ---------- | ---------------- | -------- | ------------------ |
| 15.09.1963 | ÍB Hafnarfjörður | 1:3      | ÍBV Vestmannaeyja  |
| 15.09.1963 | ÍA Akranes B     | 2:1      | Víkingur Reykjavík |

## Viertelfinale
Teilnehmer: Die zwei Sieger der 3. Runde und die sechs Teams der 1. deild 1963.
| Datum      |                 | Ergebnis |                   |
| ---------- | --------------- | -------- | ----------------- |
| 22.09.1963 | Fram Reykjavík  | 1:4      | ÍA Akranes        |
| 22.09.1963 | ÍA Akranes B    | 2:3      | KR Reykjavík      |
| 22.09.1963 | ÍBA Akureyri    | 0:2      | ÍB Keflavík       |
| 25.09.1963 | Valur Reykjavík | 2:0      | ÍBV Vestmannaeyja |

## Halbfinale
| Datum      |              | Ergebnis |                 |
| ---------- | ------------ | -------- | --------------- |
| 29.09.1963 | ÍA Akranes   | 6:1      | Valur Reykjavík |
| 29.09.1963 | KR Reykjavík | 3:2      | ÍB Keflavík     |

## Finale
| Paarung        | KR Reykjavík – ÍA Akranes |
| Ergebnis       | 4:1 (1:1) |
| Datum          | 6. Oktober 1963 |
| Stadion        | Melavöllur, Reykjavík |
| Schiedsrichter | Hannes Þ. Sigurðsson |
| Tore           | 1:0 SigurÞor Jacobsson (26.) 1:1 Þórður Þórðarsson (27.) 2:1 SigurÞor Jacobsson (51.) 3:1 Gunnar Guðmannsson (68.) 4:1 Gunnar Felixson (85.) |